# For the Sake of Revenge
For the Sake of Revenge ist eine 2006 erschienene Live-CD und Live-DVD der finnischen Power-Metal-Band Sonata Arctica. Die Aufnahmen fanden am 5. Februar 2005 im Shibuya AX in Tokio statt.

## Aufnahme
Die CD und die DVD beinhalten ein aufgezeichnetes Konzert der Band in Tokio am 5. Februar 2005. Während die DVD eine komplette Aufzeichnung des Konzertes enthält, befinden sich auf der CD sechzehn ausgewählte Tracks, die während des Konzertes gespielt wurden. Auf der japanischen Ausgabe befindet sich zudem noch San Sebastian als Bonustrack.

## Titelliste
1. Intro (Prelude for Reckoning) – 2:16
2. Misplaced – 4:43
3. Blinded no more – 5:16
4. Fullmoon/White Pearl, Black Oceans… – 5:49
5. Victoria's Secret – 5:03
6. Broken – 5:26
7. 8th Commandment – 3:56
8. Shamandalie – 3:54
9. Kingdom for a Heart – 4:17
10. Replica – 4:08
11. My Land – 4:36
12. Black Sheep – 4:00
13. Gravenimage – 2:23
14. Don't say a Word – 6:35
15. The Cage – 5:26
16. Vodka (Hava Nagila) – 2:00
17. San Sebastian – 4:44 (nur auf japanischer Ausgabe als Bonustrack)

## DVD
Auf der DVD befinden sich als dreizehnter und vierzehnter Track eingeschoben Sing in Silence/The End of this Chapter und San Sebastian. Zudem befindet sich noch ein Background-Mix über den Aufenthalt in Tokio im Extras-Teil der DVD.

## Änderungen zu den Studioalben
Bei diesem Liveauftritt gibt es einige Abänderungen zum Text oder zur Melodie auf dem Studioalbum:
- Tony Kakko singt die ersten vier Zeilen von Black Sheep anders.
- In Kingdom for a Heart spielt die Band einige Strophen von "Letter to Dana".
- Fullmoon endet mit dem Thema von "White Pearl, Black Oceans".
- Die Band spielt den letzten Refrain von The Cage um einiges langsamer und länger; dieser mündet anschließend direkt in das traditionell am Ende des Konzerts gesungene Loblied auf Wodka.